# Żylistek

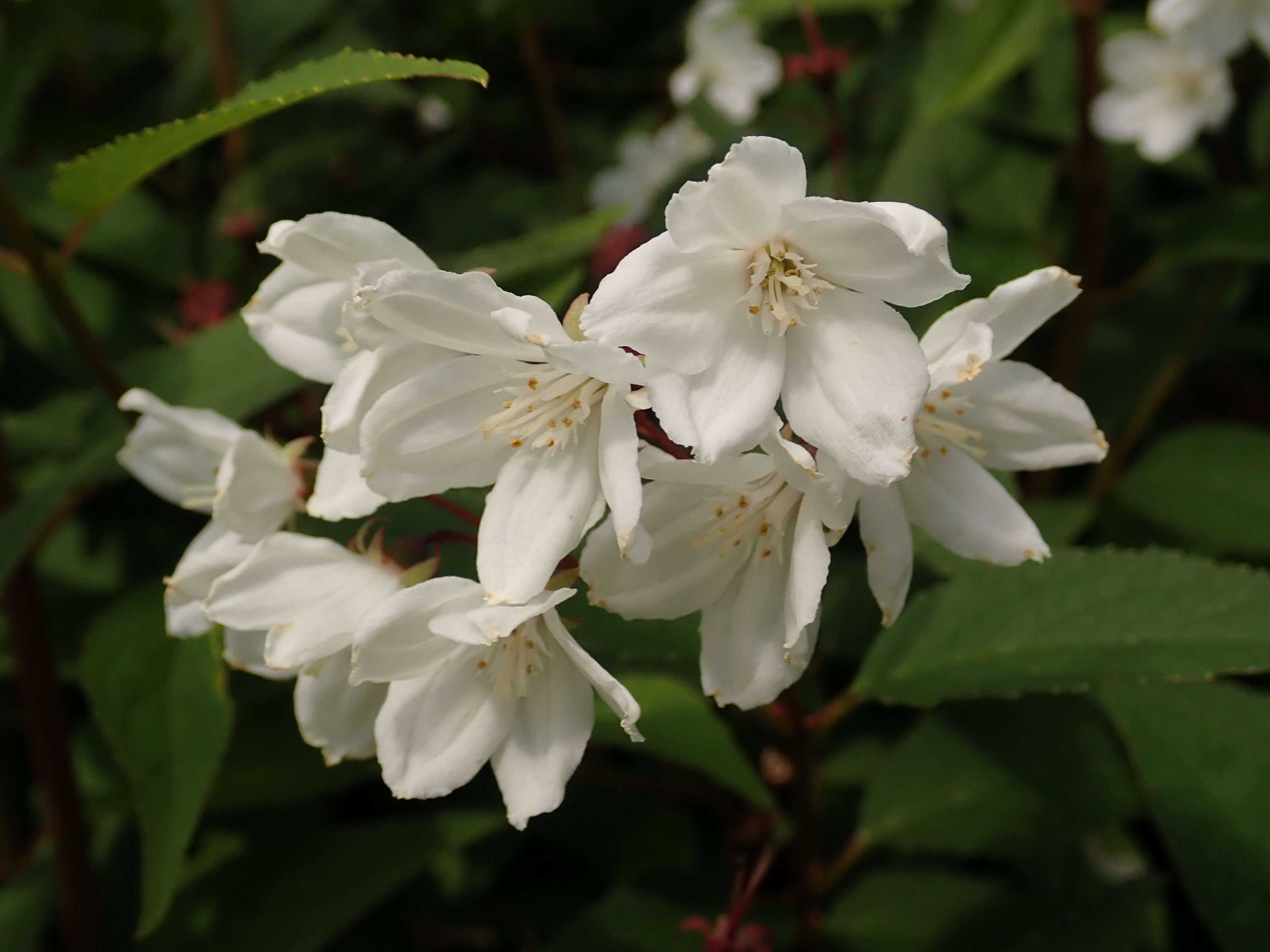
Żylistek wysmukły

Żylistek (Deutzia Thunb.) – rodzaj krzewów z rodziny hortensjowatych. Obejmuje ok. 72 gatunków. W ogromnej większości występują one naturalnie w Azji wschodniej (50 gatunków rośnie w Chinach, z czego 41 to endemity tego kraju), kilka rośnie także w Ameryce Środkowej (w Meksyku). Występują na skalistych zboczach, w lasach, często przy ciekach.
Wiele gatunków to wartościowe krzewy ozdobne. W Polsce do najczęściej sadzonych należy żylistek szorstki.
Nazwa rodzaju upamiętnia Johanna van der Deutza (1743–1788), przyjaciela i patrona Carla P. Thunberga, który opisał jako pierwszy ten rodzaj.

## Morfologia
PokrójKrzewy wyprostowane osiągające zwykle do ok. 2 m wysokości, ale są też gatunki nie przekraczające 1 m i takie, które sięgają do 5 m wysokości. Niemal wszystkie części tych roślin pokryte są gwiazdkowatymi, przylegającymi do powierzchni włoskami i z tego powodu są szorstkie.
LiścieUłożone nakrzyżlegle, sezonowe, rzadko zimozielone. Osadzone na krótkich ogonkach mają kształt blaszki od jajowatego do lancetowatego. Na brzegu są drobno piłkowane lub karbowane. Długość liści różni się u różnych gatunków w granicach od ok. 1,5 cm do ponad 10 cm, przy czym zwykle jest zmienna także na tym samym krzewie.
KwiatyObupłciowe, 5-krotne, zebrane w kwiatostany (zwykle złożone wiechy i baldachogrona) wyrastające na krótkich pędach bocznych. Kielich tworzy w dole czarkę na brzegu z 4 trwałymi, trójkątnymi lub lancetowatymi działkami. Korona biała lub kremowa może być płasko rozpostarta lub dzwonkowata. Pręciki wyrastają w dwóch okółkach, mają charakterystycznie oskrzydlone nitki, u góry często opatrzone dodatkowo w dwa ząbki. Zalążnia dolna.
OwoceSuche torebki o kształcie zwykle kulistym, pękające na wierzchołku na 4 części. Zawierają liczne, drobne nasiona.

## Systematyka
Pozycja i podział według APWeb

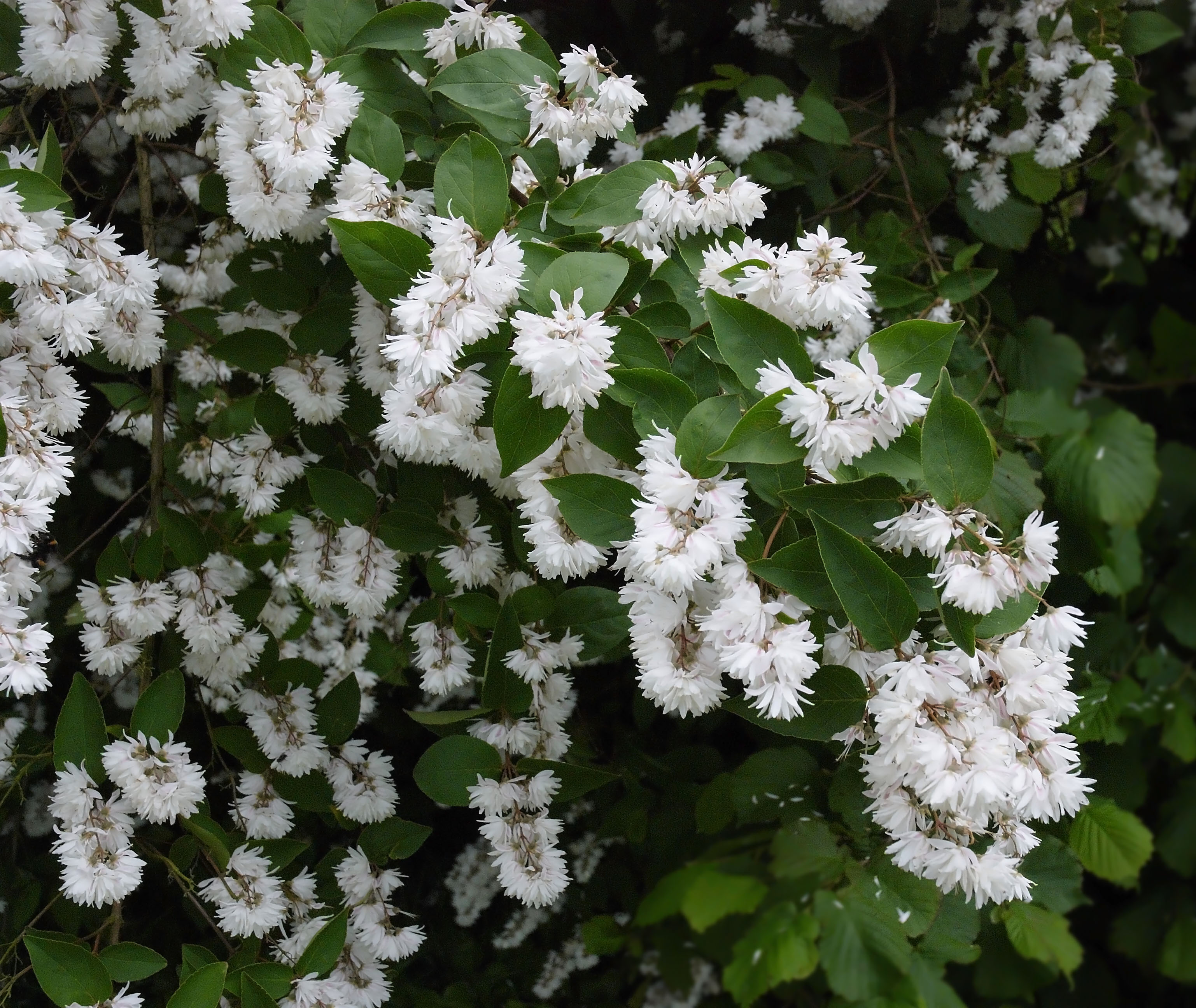
Żylistek szorstki

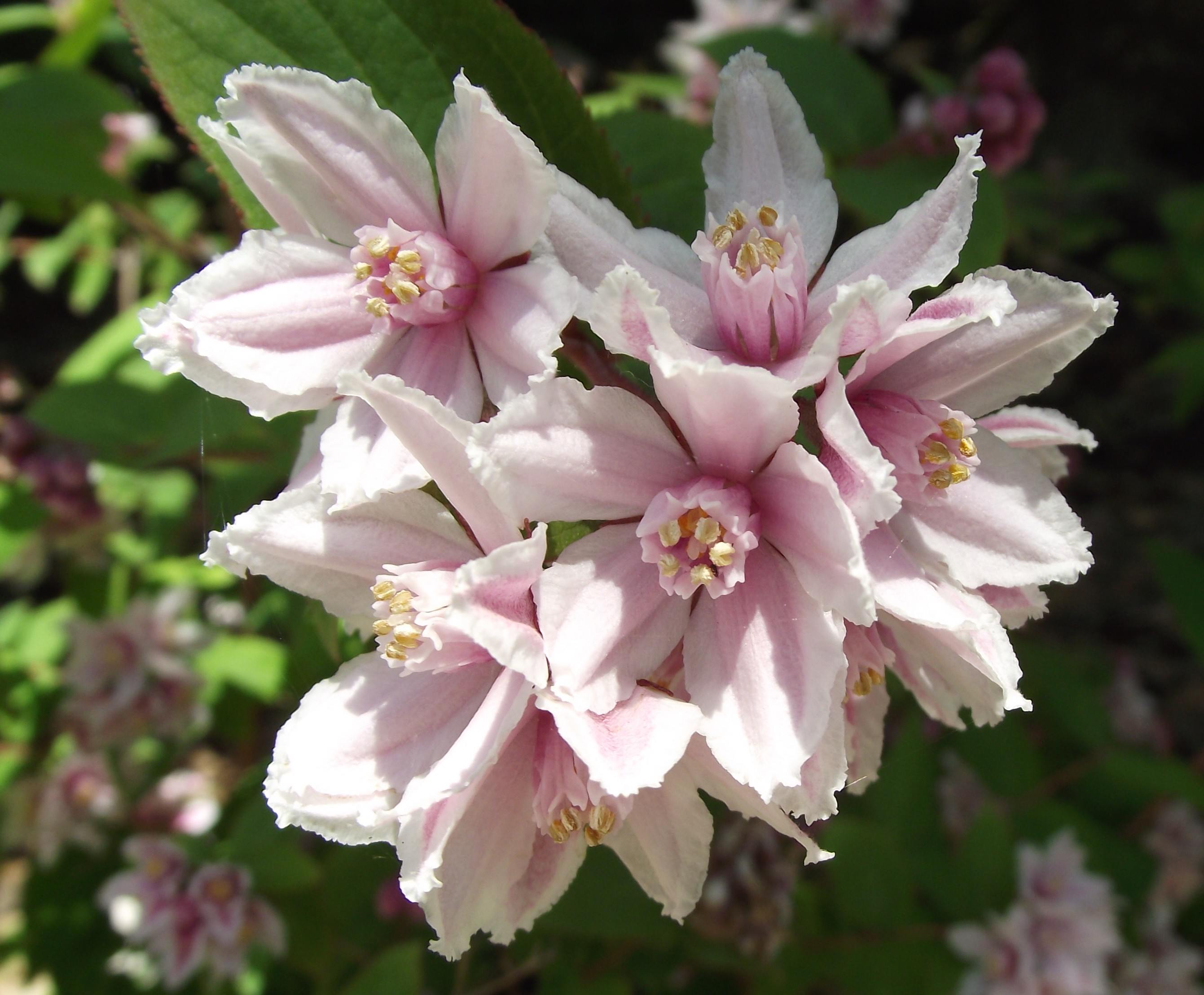
Żylistek długolistny

Rodzaj należący do podrodziny Hydrangeoideae Burnett, rodziny hortensjowatych w rzędzie bukowców należącego do kladu różowych w obrębie okrytonasiennych.
Pozycja w systemie Reveala (1993-1999)
Gromada okrytonasienne (Magnoliophyta Cronquist), podgromada Magnoliophytina Frohne & U. Jensen ex Reveal, klasa Rosopsida Batsch, podklasa dereniowe (Cornidae Frohne & U. Jensen ex Reveal), nadrząd Cornanae Thorne ex Reveal, rząd hortensjowce (Hydrangeales Nakai), rodzina hortensjowate (Hydrangeaceae Dumort.), rodzaj żylistek (Deutzia Thunb.).
Wykaz gatunków
- Deutzia albida Batalin
- Deutzia aspera Rehder
- Deutzia baroniana Diels
- Deutzia bhutanensis Zaik.
- Deutzia bomiensis S.M.Hwang
- Deutzia breviloba S.M.Hwang
- Deutzia bungoensis Hatus.
- Deutzia calycosa Rehder
- Deutzia cinerascens Rehder
- Deutzia compacta Craib – żylistek zwarty
- Deutzia coriacea Rehder
- Deutzia corymbosa R.Br. ex G.Don – żylistek baldachogroniasty
- Deutzia crassidentata S.M.Hwang
- Deutzia crassifolia Rehder
- Deutzia crenata Siebold & Zucc.
- Deutzia cymuligera S.M.Hwang
- Deutzia discolor Hemsl. – żylistek różnobarwny
- Deutzia esquirolii (H.Lév.) Rehder
- Deutzia faberi Rehder
- Deutzia floribunda Nakai
- Deutzia glabrata Kom. – żylistek nagi
- Deutzia glauca W.C.Cheng – żylistek siny
- Deutzia glaucophylla S.M.Hwang
- Deutzia glomeruliflora Franch. – żylistek gęstokwiatowy
- Deutzia gracilis Siebold & Zucc. – żylistek wysmukły
- Deutzia grandiflora Bunge
- Deutzia hatusimae H.Ohba, L.M.Niu & Minamit.
- Deutzia henryi Rehder
- Deutzia heterophylla S.M.Hwang
- Deutzia hookeriana (C.K.Schneid.) Airy Shaw
- Deutzia hypoglauca Rehder
- Deutzia longifolia Franch. – żylistek długolistny
- Deutzia macrantha Hook.f. & Thomson
- Deutzia maximowicziana Makino – żylistek Maksymowicza
- Deutzia mexicana Hemsl.
- Deutzia mollis Duthie – żylistek miękki
- Deutzia monbeigii W.W.Sm. – żylistek Montbeiga
- Deutzia muliensis S.M.Hwang
- Deutzia multiradiata W.T.Wang
- Deutzia nanchuanensis W.T.Wang
- Deutzia naseana Nakai
- Deutzia ningpoensis Rehder – żylistek ningpoński
- Deutzia oaxacana Zaik.
- Deutzia obtusilobata S.M.Hwang
- Deutzia occidentalis Standl.
- Deutzia ogatai Koidz.
- Deutzia ovalis Fedde
- Deutzia paniculata Nakai
- Deutzia parviflora Bunge – żylistek drobnokwiatowy
- Deutzia pilosa Rehder
- Deutzia pringlei C.K.Schneid.
- Deutzia pulchra S.Vidal – żylistek piękny
- Deutzia purpurascens (Franch. ex L.Henry) Rehder – żylistek zaróżowiony
- Deutzia rehderiana C.K.Schneid.
- Deutzia rubens Rehder
- Deutzia scabra Thunb. – żylistek szorstki
- Deutzia schneideriana Rehder – żylistek Schneidera
- Deutzia setchuenensis Franch. – żylistek syczuański
- Deutzia setifera Zaik.
- Deutzia silvestrii Pamp.
- Deutzia squamosa S.M.Hwang
- Deutzia staminea R.Br. ex Wall. – żylistek pręcikowy
- Deutzia subulata Hand.-Mazz.
- Deutzia taibaiensis W.T.Wang ex S.M.Hwang
- Deutzia taiwanensis (Maxim.) C.K.Schneid. – żylistek tajwański
- Deutzia uniflora Shirai
- Deutzia wardiana Zaik.
- Deutzia yaeyamensis Ohwi
- Deutzia yunnanensis S.M.Hwang
- Deutzia zentaroana Nakai
- Deutzia zhongdianensis S.M.Hwang

Mieszańce uprawiane w Polsce
- żylistek Lemoine`a – Deutzia × lemoinei Lemoine ex Bois.
- żylistek różowy – Deutzia × rosea (Lemoine) Rehder
- żylistek mieszańcowy – Deutzia × hybrida Lem.
- żylistek okazały – Deutzia × magnifica (Lem.) Rehder

## Zastosowanie
Cenione z powodu małych wymagań oraz obfitego i długiego kwitnienia. Są tolerancyjne odnośnie do warunków glebowych, odporne są na zanieczyszczenia miejskie i szkodniki owadzie. Więdną jednak w czasie suszy i upałów, a pędy nadziemne mogą także przemarzać podczas surowych zim, zwłaszcza bywają wrażliwe na późne przymrozki.